# Beijing
Beijing (kinesisk: 北京, pinyin: Běijīng) (på dansk også kendt som Peking) er Folkerepublikken Kinas hovedstad. Navnet betyder "nordlig hovedstad", mens Nanjing betyder "sydlig hovedstad". Beijing har permanent været Kinas administrative hovedstad siden 1949 og var også inden da hovedstad i kortere og længere perioder. Beijing, der ligger i den nordøstlige del af landet, er en af de 4 kommuner, der i Kinas administration svarer til en provins og nyder tilsvarende uafhængighed. Beijing var den største by i verden før 1828.[kilde mangler]
I det centrale Beijing boede 1. januar 2007 7,6 millioner mennesker. I Beijings metroområde har 21.893.095(2020) indbyggere. Arealet af Beijing med omegn er cirka halvt så stort som Belgien.
Beijing er Kinas politiske og kulturelle centrum, mens Kinas folkerigeste by, Shanghai, derimod kan siges at være Kinas økonomiske centrum, i skarp konkurrence med Hongkong. Under hele byens lange historie har Beijing udviklet en mangfoldig og unik kulturarv. Mest kendt er Den Himmelske Freds Port (Tiān'ānmén), der fører ind til Den Forbudte By og det kejserlige palads og tempel i Den Forbudte By, som siden 1987 har været på UNESCOs liste over verdens kulturarv. På UNESCOs verdensarvsliste findes også Himlens Tempel, Sommerpaladset, Lamatemplet Yonghegong og Konfuciustemplet.
Uden for byen, men derimod inden for byens politiske grænser, findes også et antal pragtfulde kulturmindesmærker som fx den kinesiske mur i nord og nordvest og Minggravene. Den kinesiske stat har sin egen betegnelse over nationale, historiske minder og kulturskatte under statslig beskyttelse, hvilken indeholder 98 bygninger, anlæg eller andre objekter i Beijing.
I Beijing findes bl.a. Den Himmelske Freds Plads (Tian'anmen-pladsen), der var skueplads for et studenteroprør i 1989. Oprøret blev slået ned med hård hånd af det kinesiske diktatur. Ved den Himmelske Freds Plads ligger også indgangen til Den Forbudte By.
Sommer-OL i 2008 blev afholdt i Beijing mellem 8. august og 24. august. En OL-bydel er vokset op lige nord for centrum. Majoriteten af idrætsvirksomheden havde rum der, men visse sportsgrene afholdtes i andre byer; herunder fodbold i Qinghuangdao, Shanghai, Shenyang og Tianjin, ridning i Hongkong og sejlads ud for kystbyen Qingdao i Shadong-Provinsen.

## Byens navn
Få byer har haft så mange forskellige navne som Beijing. Da byen for første gang blev omtalt i 1121 f. Kr., benævnedes den Ji. Senere blev den hovedstad i fyrstedømmet Yan (svale), og de kinesiske digtere og skjalde bruger endnu i dag dette meget poetiske navn til at omtale byen.
Under Tangdynastiet (618-907) hed byen Youzhou. I 986 erobredes den af Khitanerne og skiftede navn til Yanjing (Svalernes hovedstad). I 1135 blev dette navn ændret til Zhongdu (Byen i midten). Under Yuandynastiet (fra og med 1271) blev byen kaldt Dadu (Den store hovedstad) på kinesisk og Khanbalik (Khanens by) på mongolsk, et navn der i Europa blev kendt gennem Marco Polos rejsefortællinger. Efter mongolernes riges fald i 1368 flyttede Hongwu, den første kejser i Kinas Mingdynasti, Kinas hovedstad til Nanjing (Den sydlige hovedstad). En senere kejser af Mingdynastiet, Yongle (1403-1424), flyttede sin egen residens og dermed hele Kinas hovedstad tilbage, således at Beijing igen blev Kinas hovedstad.
Kun i det i dag mest almindelige transskriptionssystem, Hanyu Pinyin, skrives byens navn Beijing, hvilket også har påvirket dansk sprogbrug.
I flere europæiske lande, blandt andre Storbritannien, har man allerede officielt ændret benævnelsen af byen fra Peking til Beijing. Navnet Beijing betyder Nordlig hovedstad, mens Nanjing, en by sydligere i Kina, betyder Sydlig hovedstad. Dongjing, (Østlig hovedstad), er den kinesiske betegnelse for Japans hovedstad, Tokyo. I de perioder i 1900-tallet, hvor Beijing ikke var rigets hovedstad, bar den navnet Beiping (Peiping).
I Nordkina og i standardkinesisk er udtalen Běijīng, hvor tonetegnene betyder faldende og derefter stigende på e'et og højt, uafbrudt tonefald på i'et.
Romaniseringen (det transskriberede stavningssæt) Peking opstod med fransk-katolske missionærer i slutningen af det 17. århundrede og gengiver ganske godt datidens udtaler. Det var også den transskription, der blev anvendt i det officielle kinesiske postkort, som blev fastlagt i slutningen på Qingdynastiets tid og blev anvendt i en ganske stor bid af det 20. århundrede.

## Klima
| Vejr for Beijing                  | Vejr for Beijing | Vejr for Beijing | Vejr for Beijing | Vejr for Beijing | Vejr for Beijing | Vejr for Beijing | Vejr for Beijing | Vejr for Beijing | Vejr for Beijing | Vejr for Beijing | Vejr for Beijing | Vejr for Beijing | Vejr for Beijing |
|                                   | Jan              | Feb              | Mar              | Apr              | Maj              | Jun              | Jul              | Aug              | Sep              | Okt              | Nov              | Dec              | År               |
| --------------------------------- | ---------------- | ---------------- | ---------------- | ---------------- | ---------------- | ---------------- | ---------------- | ---------------- | ---------------- | ---------------- | ---------------- | ---------------- | ---------------- |
| Gennemsnitlig maks °C             | 1,8              | 5                | 11,6             | 20,3             | 26               | 30,2             | 30,9             | 29,7             | 25,8             | 19,1             | 10,1             | 3,7              | 17,9             |
| Gennemsnitlig min °C              | −8,4             | −5,6             | 0,4              | 7,9              | 13,6             | 18,8             | 22               | 20,8             | 14,8             | 7,9              | 0                | −5,8             | 7,2              |
| Gennemsnitlig nedbør mm           | 3                | 5                | 8                | 21               | 34               | 78               | 185              | 160              | 46               | 22               | 7                | 3                | 572              |
| Kilde (27. februar 2019): TurVejr |                  |                  |                  |                  |                  |                  |                  |                  |                  |                  |                  |                  |                  |

## Administrativ inddeling i Beijing
Storbyområdet i Beijing er inddelt i 4 områder med i alt 18 distrikter:
Det Indre Hovedstadsdistrikt (engelsk: Core Districts of Capital Function)
Areal: 92,39 km2
Indbyggertal: 2.052.000 (2005)
Distrikter: Chongwen, Dongchen, Xicheng, Xuanwu
Det Ydre Hovedstadsdistrikt (engelsk: Urban Function Extended Districts)
Areal: 1.275,93 km2
Indbyggertal: 7.480.000 (2005)
Distrikter: Chaoyang, Fengtai, Haidan, Shijingshan
Det Nye Bydistrikt (engelsk: New Districts of Urban Development)
Areal: 6.295,57 km2
Indbyggertal: 4.116.000 (2005)
Distrikter: Changping, Daxing, Fangshan, Shunyi, Tongzhou
Det Økologiske Beskyttelsesdistrikt (engelsk: Egological Preservation Development District)
Areal: 8.746,65 km2
Indbyggertal: 1.732.000 (2005)
Distrikter: Huairou, Mentougou, Miyun, Pinggu, Yanqing

## Myndigheder
Den kommunale leder i Kinas kommunistiske parti er Cai Qi. Borgmester er Chen Jining, pr. 2021.

## Venskabsbyer
| Europa          | Asien       | Amerika         |
| Lissabon        | Tel Aviv    | Havana          |
| Bukarest        | Astana      | Ottawa          |
| Athen           | Manila      | Buenos Aires    |
| Regionen Madrid | Hanoi       | Rio de Janeiro  |
| Rom             | Seoul       | Washington D.C. |
| Paris           | Bangkok     | Lima            |
| Moskva          | Islamabad   | New York        |
| Amsterdam       | Jakarta     | San José        |
| Bruxelles       | Ankara      | Mexico City     |
| Berlin          | Tokyo       | Oceanien        |
| Kyiv            | Doha        | Canberra        |
| Köln            | Afrika      | Wellington      |
| Île de France   | Addis Ababa |                 |
| Madrid          | Gauteng     |                 |
| Beograd         | Cairo       |                 |
| Budapest        |             |                 |
| London          |             |                 |
| Helsinki        |             |                 |
| Tirana          |             |                 |
| København       |             |                 |